# Impatiens bachii
Impatiens bachii är en balsaminväxtart som beskrevs av Leveille. Impatiens bachii ingår i släktet balsaminer, och familjen balsaminväxter. Inga underarter finns listade i Catalogue of Life.